# Synete picta
Synete picta är en fjärilsart som beskrevs av Sergius G. Kiriakoff 1959. Synete picta ingår i släktet Synete och familjen tandspinnare. Inga underarter finns listade i Catalogue of Life.